# Collostreptus fulvus
Collostreptus fulvus är en mångfotingart som först beskrevs av Christoph D. Schubart 1960.  Collostreptus fulvus ingår i släktet Collostreptus och familjen Spirostreptidae. Inga underarter finns listade i Catalogue of Life.